# Polyblastus clypearis
Polyblastus clypearis là một loài tò vò trong họ Ichneumonidae.